# عملية الأمم المتحدة في الكونغو

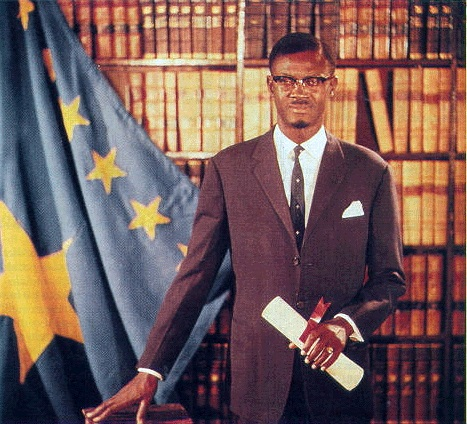
صورة رسمية لرئيس الوزراء باتريس لومومبا

عملية الأمم المتحدة في الكونغو أو الأمم المتحدة في الكونغو كانت قوة لحفظ السلام تابعة للأمم المتحدة عملت من 14 يوليو 1960 إلى 30 يونيو 1964 في جمهورية الكونغو بهدف الحفاظ على الاستقلال وسلامة الأراضي للحفاظ على القانون والنظام إبان الأزمة التي شهدتها البلاد. وقد كانت هذه القوة أول بعثة حفظ سلام تابعة للأمم المتحدة خصصت لها قدرات عسكرية كبيرة.
في أعقاب الإجراءات التي اتخذها مجلس الأمن، أنشأ الأمين العام قوة تابعة للأمم المتحدة - تكونت في ذروتها من حوالي 20.000 فردا. ظلت قوة الأمم المتحدة في الكونغو بين عامي 1960 و1964، وهي القوة التي خضعت للانتقال من وحدة لحفظ السلام إلى قوة عسكرية.
ظلت الأهداف الرئيسية لعملية الأمم المتحدة في الكونغو متسقة من القرار الأول إلى الخامس. وكان هدفها هو سحب الأفراد العسكريين البلجيكيين (الذي توسع لاحقًا ليشمل المرتزقة) وتقديم المساعدة العسكرية لضمان الاستقرار الداخلي. وقد أضافت قرارات مجلس الأمن المتعاقبة إلى التفويض الأولي وتوسعت فيه لكنها لم تغير أهداف العملية بشكل جذري. كانت هذه مهمة بشكل خاص لأن الغزو البلجيكي انتهك قاعدة السيادة، وكان الهدف الثاني هو منع البلاد من أن تصبح دولة تابعة للحرب الباردة.
وصلت القوات الأولى إلى الكونغو في 15 يوليو 1960، وتم نقل العديد منها جواً من قبل القوات الجوية الأمريكية كجزء من عملية الشريط الجديد. بعد رفض الأمين العام داغ همرشولد طلب رئيس الوزراء باتريس لومومبا باستخدام قوات الأمم المتحدة لقمع التمرد في كاتانغا، قرر محاولة غزو كاتانغا من تلقاء نفسه والتوجه إلى الاتحاد السوفيتي طلباً للمساعدة. لكن محاولة الغزو لم تستطع الوصول إلى كاتانغا أبدًا مما أدى إلى انشقاق داخل الحكومة المركزية، أدت لانهيارها واعتقال لومومبا في ديسمبر، ثم إعدامه في كاتانغا في يناير 1961. عندها فقط أذن مجلس الأمن التابع للأمم المتحدة صراحة باستخدام القوة لأغراض تتجاوز الدفاع عن النفس.
خلال المهمة، توفي الأمين العام للأمم المتحدة بالنيابة داغ همرشولد في سبتمبر 1961 في حادث تحطم طائرته التابعة للأمم المتحدة

## دول مشاركة
| - الأرجنتين - النمسا - البرازيل - كندا - تشيلي - جمهورية الكونغو الديمقراطية - الدنمارك - الإكوادور - الولايات المتحدة - إثيوبيا - غانا - اليونان - غينيا | - الهند - إندونيسيا - إيران - أيرلندا - إيطاليا - ليبيريا - ماليزيا - مالي - المغرب - هولندا - نيجيريا | - النرويج - باكستان - الفلبين - سيراليون - سريلانكا - السودان - السويد - تونس - الجمهورية العربية المتحدة - يوغوسلافيا |